# Deee-Lite
Deee-Lite was een uit New York afkomstige housegroep. Hun stijl was house met invloeden uit de funk. De groep bestond uit het internationale trio Supa Dmitry Brill (Oekraïens, 1964), Kierin Kirby (Amerikaans, 15 augustus, 1963) en Towa Tei (Japans, 1965). De groep werd in 1986 opgericht. De blikvanger van het gezelschap was zangeres Lady Miss Kier (Kierin Kirby), die zich hulde in een strakke bodysuit met psychedelische motieven. Ze danste, getooid met een Emma Peelkapsel, op plateauzolen, gebruikte opvallende jaren-zestig-make-up en werd vaak "de nieuwe Barbarella" genoemd. Kier was ook verantwoordelijk voor het artwork van de band. Deee-Lite werd vooral bekend van hun hit Groove Is in the Heart uit 1990. De groep ging in 1995 uit elkaar.

## Ontstaan
Deee-Lite ontstond in New York. De uit Youngstown afkomstige Kirby was in 1982 in de stad komen wonen om te studeren voor modeontwerpster. In 1986 kreeg ze de opdracht schoenen te ontwerpen voor de uit Oekraïne afkomstige muzikant Dmitry Brill. Hij speelde in de band Shazork. Het klikte goed en het tweetal kreeg een relatie. Ze begonnen ook samen muziek op te nemen. Niet lang daarna ontmoetten ze de uit Japan afkomstige dj Towa Tei. Het drietal begon daarna de groep Deee-Lite. Ze traden op het het clubcircuit van New York waar de house in opkomst was. De mix van deze moderne muziekstijl en de extravagante kleding die Lady Miss Kier ontwierp, sloeg aan. Platenmaatschappij Elektra bood de band een contract aan.

## World Clique
In het voorjaar van 1990 werd het album World Clique opgenomen. Het album verscheen in de zomer van dat jaar en had als thema de wereld als een raciaal geïntegreerde global village. Op het album waren gastbijdragen van Bootsy Collins, Maceo Parker, Fred Wesley en Q-Tip. De single Groove Is in the Heart werd een wereldhit. De single bereikte bijvoorbeeld in Nederland de tiende plaats in de Top 40, in Amerika de vierde plaats in de Billboard Hot 100 en in Australië de eerste plaats. Hierna werden als single uitgebracht achtereenvolgens Power Of Love, E.S.P., How Do You Say...Love en Good Beat. De kleurige videoclip van Groove Is in the Heart kreeg diverse nominaties voor MTV Awards. World Clique wordt als een klassieker in het dancegenre gezien. Veel van de aandacht voor de groep was te danken aan het voorkomen van Lady Miss Kier. Eind 1990 sierde ze de cover van het blad Vogue. In 2012 noemde het blad Elle haar als een van de 25 invloedrijkste stijliconen uit de muziekwereld.

## Latere albums
Na World Clique was de populariteit van de groep in Europa over het hoogtepunt heen. In de Amerikaanse dancescene scoorde Deee-Lite nog wel enkele grote hits. In de Hot Dance Club Songs-hitlijst bereiken ze nog de eerste met plaats Power of love, Good beat, Runaway, Bring me your love en Call me. In 1992 verscheen het tweede album, de spirituele opvolger Infinity Within. Het onbezorgde plezier van het debuut was aangevuld met sombere teksten, zoals I Had A Dream I Was Falling Through A Hole In The Ozone Layer. De singles van dit album waren Runaway, Thank You Everyday en Pussycat Meow. In de zomer van 1994 bracht de groep hun derde cd uit, Dewdrops In The Garden. Het bracht Deee-Lite terug naar het begin: Liefde, zoenen, zomer en picknick zijn de thema's op de cd. Party Happenin' People, Picnic in the Summertime, Bring Me Your Love en Call Me werden uitgebracht als single. Het nummer Call Me behandelde de eigentijdse problemen met antwoordapparaten. Lady Kier kirt "Ik heb je boodschap nooit gehad" en voegt er vals aan toe: "Bel mij maar niet, ik bel jou wel!"

## Uiteenvallen
In 1994 raakte Deee-Lite in verval. De band had te kampen met onenigheid over de muzikale koers met de platenmaatschappij. Towa Tei verliet de band vanwege muzikale meningsverschillen. In 1995 kwam er aan de relatie tussen Kirby en Brill een einde. Dit betekende ook het einde van Deee-Lite. Kirby verhuisde naar Londen en begon als dj. Ook dook ze zo nu en dan op als zangeres op albums van danceacts als Jonny L (Magnetic, 1998) en A Guy Called Gerald (Essence, 2000). Minder opvallend waren samenwerkingen met George Clinton en Bootsy Collins. In 2005 maakte ze de song Bulletproof als protest tegen de oorlog in Irak. Sinds 2012 treedt ze ook weer op met de oude Deee-Lite hits. Ook Towa Tei bleef zeer actief. Hij bracht al in 1994 zijn eerste soloalbum uit met Future Listening! en maakte hij een hit met Luv Connection. Na het uiteenvallen van de band bracht hij nog diverse soloalbums uit.

## Live
Live gebruikte de groep voorbespeelde tapes, die tijdens hun optredens werden aangevuld met percussie, synthesizer en een enkele gitaar. De band trad op 19 november 1990 op in de RoXY in Amsterdam. Tijdens het optreden van een half uur werden de bekendste nummers van World Clique gespeeld. Dit optreden was een show met theatrale momenten, zoals het gelijktijdig neervallen van de bandleden en dj Towa Tei die bloemen uitdeelde. Het show-element werd versterkt door het publiek in de Roxy, dat de kleedstijl van Miss Kier al in hun eigen garderobe had verwerkt.
Nu het succes van het debuutalbum World Clique kreeg de band uitnodigingen voor grootschalige optredens als het Belgische Dubbelfestival in Torhout en Werchter. De band was volgens de critici naarstig op zoek gegaan naar een manier om iets meer cachet te geven aan hun optredens. Bassist Bootsy Collins stelde een ouderwets funkende begeleidingsband samen. Op 5 juli 1991 trad de groep op in Paradiso in Amsterdam. Critici noemden de groep die avond een moderne variant op The Supremes, omdat Kier werd begeleid door twee gastzangeressen Zhana Saunders en Barbara Tucker, compleet met synchrone danspassen en een op de jaren zestig geïnspireerde garderobe. Op het podium stond een foto van de diskjockey Towa Tei, hij liet zich per fax verontschuldigen voor zijn afwezigheid.

## Discografie
- World Clique (1990)
- Infinity Within (1992)
- Dewdrops In the Garden (1994)
- Sampladelic Relics & Dancefloor Oddities (1996)
- The Very Best of Deee-Lite (2001)